# Plan national de reboisement
Le Plan national de reboisement (PNR), est une composante du plan national de développement agricole et rural de l'Algérie (PNDAR), mis en œuvre en 2000, qui vise la mise en valeur des terres, la lutte contre la désertification, la protection et de la valorisation des ressources naturelles dans le cadre d’un développement rural durable.

### Contexte

Carte des ressources forestières de l'Algérie au XIX.

## Historique

### Création
Le PNR a été élaboré en 1998 avec pour objectif d'étendre le patrimoine forestier algérien sur 1.250.000 ha sur une période de vingt ans et permettre d’élever le taux de
boisement de 11 % à 13 % à l’horizon 2020.
Ce PNR a ensuite été examiné et adopté lors du Conseil du Gouvernement du 26 septembre 1999 pour traduire les préoccupations forestières et écologiques de l'Algérie en intégrant autant que possible les dimensions écologiques et sociales.

### Évolution

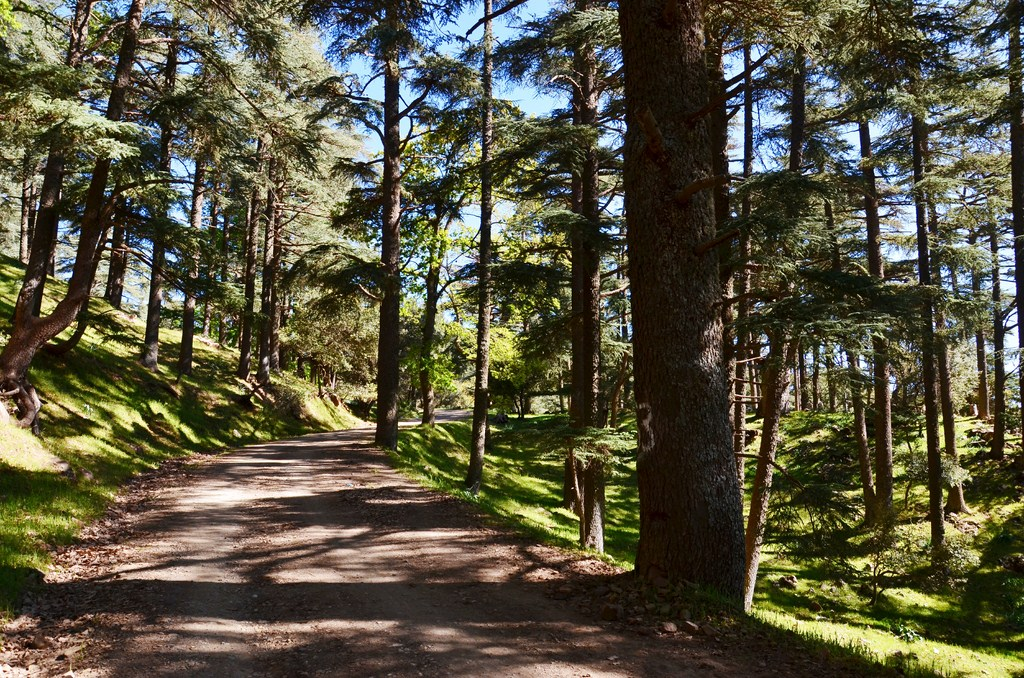
Le parc national de la Forêt des cèdres de Theniet El Had.

En 2014, le plan national de reboisement a été réalisé à hauteur de 50 %.
La direction générale des forêts (DGF) a planté depuis 2000 quelque 580 000 hectares dans les Hauts plateaux, les régions du Sahara et du nord de l'Algérie.
Le PNR vise à boiser 1,2 million d’hectares à l’horizon 2020, puisque la DGF compte augmenter la moyenne annuelle de reboisement à 70 000 hectares pour une meilleure préservation des superficies plantées et la protection des sols du phénomène de désertification.
Le plan quinquennal "intégré" (2015-2019) portera sur le reboisement de plus 350 000 hectares par des entreprises publiques spécialisées relevant de la DGF.
Ainsi, 1 852 748 hectares ont été reboisés entre 1962 et 2013, dont 658 640 depuis le lancement du plan national de reboisement (PNR).
Le 1er octobre 2019, le programme de plantation de 43 millions d'arbres est lancé afin de consolider le barrage vert et de l'étendre de 10 %. Le chiffre de 43 millions d'arbres fait référence au nombre de la population algérienne ce programme porte le nom "un habitant, un arbre" et doit être achevé en mars 2020.

## Objectif
Le PNR a pour objectif l’émergence de systèmes économiques viables permettant aux populations
rurales de disposer de moyens adéquats de subsistance, de stabilité et de développement.
Par ailleurs, l’objectif phare du PNR vise l’augmentation du taux de boisement de 11 à 13 %.
La planification de l’ensemble des actions prévues au PNR porte sur un objectif global de 1.245.900 ha sur 20 ans réparti comme suit :
1. Reboisement industriel à base de chêne liège : 75 000 ha ;
2. Reboisement de production : 250 000 ha, au niveau des bassins versants ;
3. Reboisement de protection : 562 000 ha;
4. Lutte contre la désertification : 333 260 ha;
5. Reboisement d’agrément et récréatif : 25 640 ha.

## Bilan des activités
Depuis le lancement du plan national de reboisement (PNR), il a été réalisé 494 000 hectares de plantation dont 166 000 hectares en fruitier.
En 2014, la campagne de plantation a atteint les objectifs de 132 249 ha plantés, dont 71 882 ha de plants forestiers, 52 329 ha de plants fruitiers et 7 038 ha de plants pastoraux.
La quantité de plants agréée a atteint 54.669.099 plants, répartie en 43 413 023 plants résineux, 5.014.072 plants feuillus, 2.847.566 plants hautes tiges, 276 500 plants fruitiers et 3.117.932 plants pastoraux.

## Perspectives
Le PNR constitue l’instrument de mise en œuvre de la politique de renouveau rural en Algérie qui a pour objectif la promotion d’un développement économique associant l’ensemble des intervenants sur les territoires ruraux.
Cette politique est mise en œuvre à travers 04 programmes fédérateurs suivants :
1. modernisation et/ou réhabilitation des villages et des ksours par l’amélioration de la qualité et des conditions de vie des populations ;
2. diversification des activités économiques ;
3. protection et valorisation des ressources naturelles ;
4. protection et valorisation du patrimoine rural matériel et immatériel.

Ce renouveau rural a pour objectif la sauvegarde des équilibres naturels des écosystèmes et l’amélioration du niveau de vie des populations locales, à la carte de sensibilité à la désertification, les études d’aménagement des bassins versants, l’étude portant reconstitution de la nappe alfatière, les plans de gestion des aires protégées et zones humides.

## Programme
Le programme du PNR s'articule autour de quatre grands axes stratégiques à savoir :
- La lutte contre la désertification, avec en prime, la réhabilitation du barrage vert sur une superficie de 100 000 hectares, l’atténuation de la désertification, l'amélioration de la productivité des terres moyennement dégradées, la restauration des terres gravement dégradées, ainsi que l’amélioration des conditions de vie des populations. Ce programme touche 2.500.000 ha couvrant 38 wilayas et 600 communes.
- Le traitement des bassins versants de barrages avec l’application des études réalisées par l’ANBT pour 34 bassins versants sur une superficie de 3,5 millions d’ha, couvrant 26 wilayas, 350 communes et une population de 7 millions d’habitants.
- La réhabilitation et l’extension du patrimoine forestier, à travers l’amélioration de l’état et de la productivité des peuplements forestiers, le renforcement de la veille et de l’alerte précoce contre toutes les formes de nuisance, ainsi que le renforcement et l’entretien des infrastructures forestières.
- La conservation des écosystèmes naturels et la préservation des ressources naturelles conformément au schéma directeur des espaces naturels et des aires protégées (SDENAP), à travers l’actualisation des connaissances sur l’état de la biodiversité, la gestion durable des aires protégées et la valorisation des zones humides et des espèces végétales à intérêt utilitaires, le développement de l’écotourisme et la création des conditions idoines pour l’accueil du public, la gestion durable et le développement de la chasse et enfin la consolidation et l’amélioration des capacités de production de gibier et de la qualité cynégétique ainsi que la réhabilitation des espèces endémiques.

## Barrage vert
Le Barrage vert en Algérie fait partie du programme de la Grande muraille verte en Afrique.